# (4135) Svetlanov
(4135) Svetlanov est un astéroïde de la ceinture principale.

## Description
(4135) Svetlanov est un astéroïde de la ceinture principale. Il fut découvert le 14 août 1966 à Nauchnyj par Lioudmila Tchernykh et Tamara Smirnova. Il présente une orbite caractérisée par un demi-grand axe de 2,79 UA, une excentricité de 0,23 et une inclinaison de 7,9° par rapport à l'écliptique.
L'astéroïde est nommé en l'honneur du compositeur et chef d'orchestre Ievgueni Svetlanov (1928-2002).

## Compléments